# Associació General de Dones Alemanyes
L'Associació General de Dones Alemanyes (en alemany, Allgemeine Deutsche Frauenverein, ADF) va ser la primera associació de dones a Alemanya. Fou fundada a Leipzig el 18 d'octubre de 1865 per Auguste Schmidt i Louise Otto-Peters, juntament amb altres dones. La seva reivindicació central era el dret de les dones a la igualtat d'educació així com a la igualtat d'oportunitats en el mercat laboral. Aquest mateix any es van fundar moltes associacions locals. Una de les primeres activitats va ser la publicació d'una revista de l'associacióː Neue Bahnen [Noves vies]. El 1920, l'ADF va passar a dir-se Associació Alemanya de Ciutadanes. A l'octubre de 2015 va celebrar el seu 150è aniversari a Leipzig com a part d'una conferència acadèmica internacional.

## Història

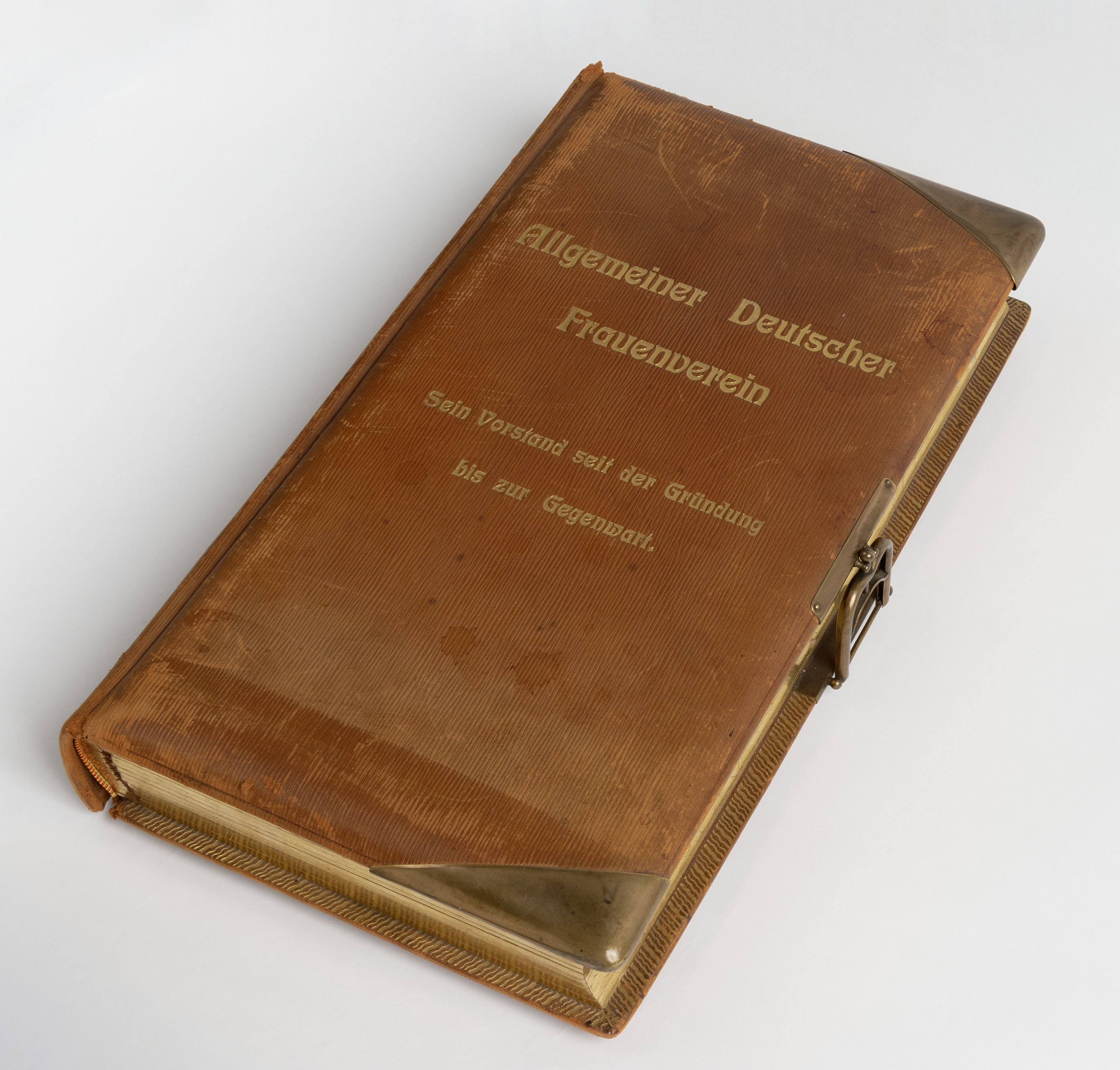
Àlbum de l'Associació General de Dones Alemanyes amb fotografies de les principals activistes (cap a 1900)

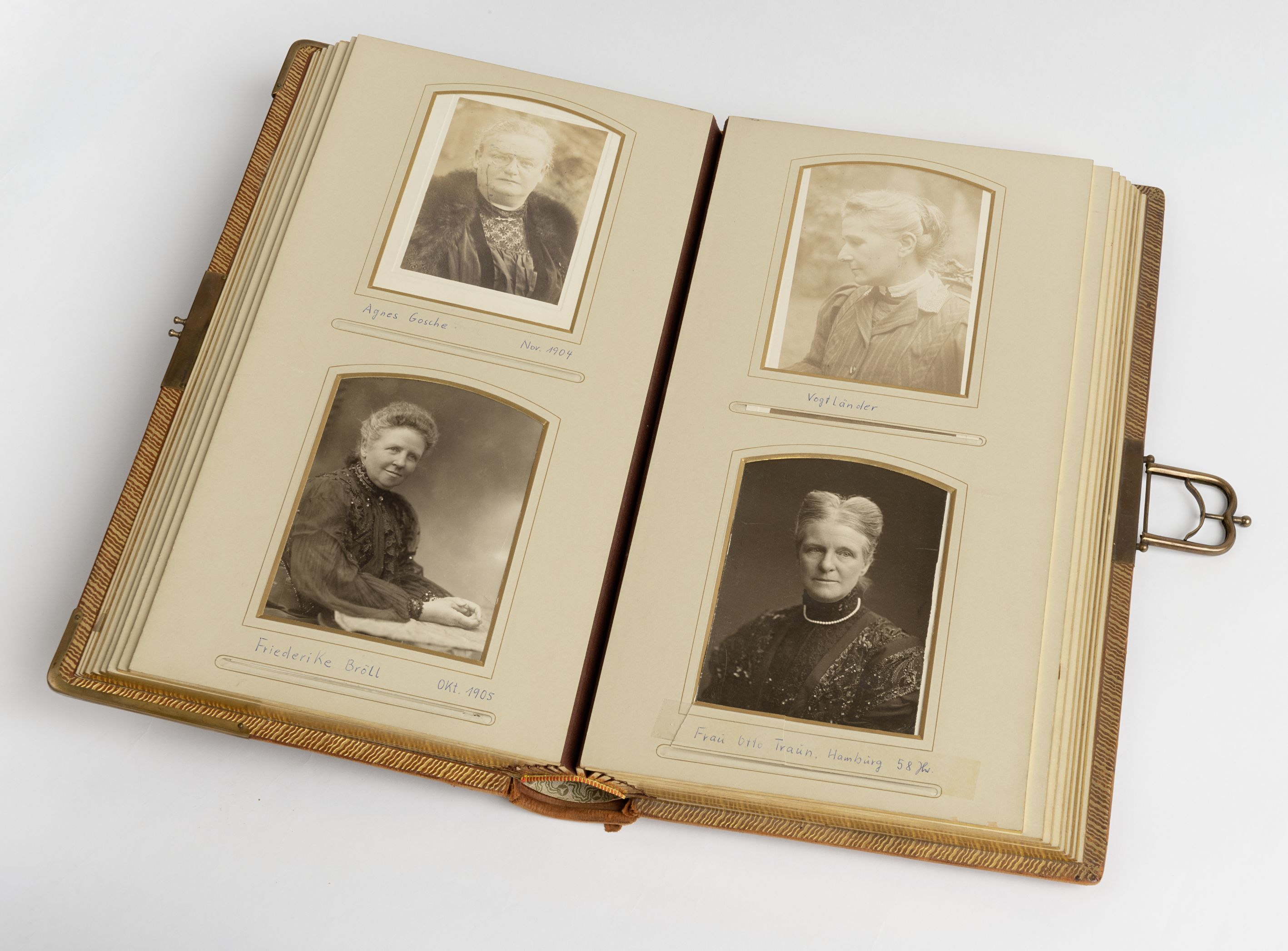

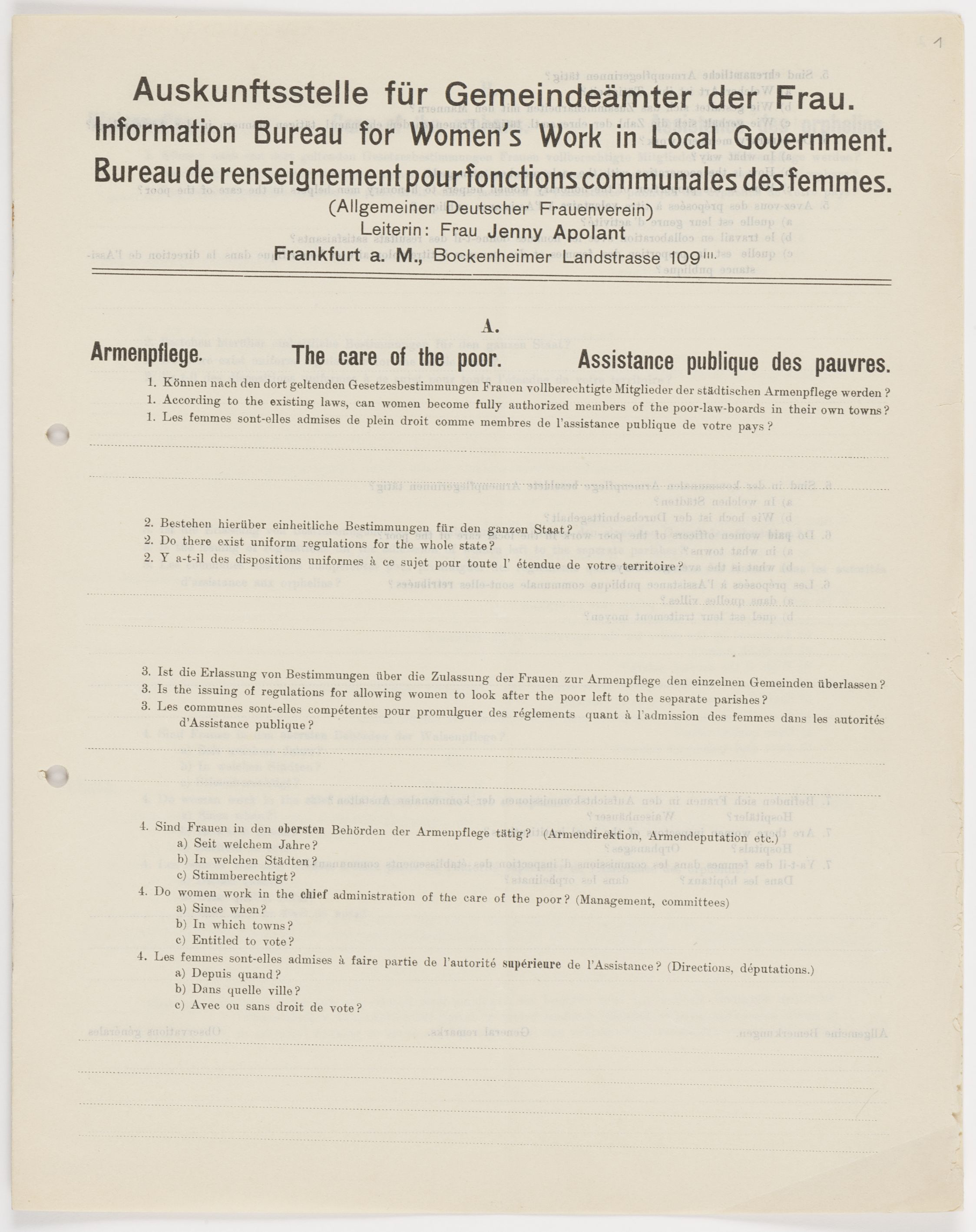
Per itjà de qüestionaris, l'Oficina d'Informació a la Dona de les dependències municipals de l'ADF recollia dades sobre la situació social, política i jurídica de les dones per donar suport a les demandes.

El 7 de març de 1865, la pedagoga Auguste Schmidt va pronunciar la seva primera conferència pública, «Leben ist Streben» (La vida és esforç), en la qual posava de manifest la seva preocupació per fundar una associació educativa per a dones, seguint el model de les associacions educatives obreres. Pocs dies després, juntament amb l'escriptora Louise Otto-Peters, la directora Ottilie von Steyber, l'educadora Henriette Goldschmidt i altres, va fundar l'Associació Educativa Femenina de Leipzig [Frauenbildungsverein Leipzig, FBV].
En una conferència de dones celebrada a Leipzig del 16 al 18 d'octubre de 1865, es va fundar, al costat d'aquesta associació local, la ADF supraregional; aquesta data marcava l'inici del moviment femení alemany organitzat. El principi bàsic era «tot per a les dones per les dones». En una època en la qual les juntes directives de les associacions de dones estaven formades per homes, aquest era un principi rector revolucionari. L'exclusió dels homes de les FAD no va estar exempta de crítiques. Però Louise Otto va insistir en aquest principi emancipador de l'autoajuda femenina.
Atès que la conferència va tenir lloc durant l'aniversari de la Batalla de les Nacions, la premsa coetània la va denigrar qualificant-la de «Batalla de les Dones de Leipzig». Les prop de 300 persones participants procedien principalment de Saxònia, però també hi estaven representades dones d'altres parts de la Confederació Alemanya. Entre els homes ocasionals presents com a assessors o membres honoraris hi havia August Bebel.
El 1890 es va produir un fort augment de l'afiliació. Al març de 1894, es va fundar una nova organització central, la Federació d'Associacions de Dones Alemanyes, la Bund Deutscher Frauenvereine (BDF). El 1913, unes 500.000 dones pertanyien al moviment. En l'actualitat, el Consell de Dones d'Alemanya segueix la tradició de la BDF.
Després de 1918, l'ADF va ampliar les seves tasques per a incloure el treball polític general de les dones i a partir de 1920 es va denominar Deutscher Staatsbürgerinnen-Verband [Associació de ciutadanes alemanyes]. El 1933, l'associació es va dissoldre per a no ser «assimilada» a les associacions nacionalsocialistes, i va reprendre les seves activitats associatives el 1947 amb aquest nom, que ha mantingut fins a l'actualitat.

## Objectius i assoliments
Un dels principals objectius de l'associació era millorar les oportunitats educatives de les dones i promoure'n l'activitat professional. En aquella època, les dones de la burgesia només podien treballar com a institutrius, mestres, acompanyants i, en el millor dels casos, a la llar. A més, no eren admeses en els centres d'ensenyament superior; no se'ls permetia cursar el batxillerat ni estudiar a la universitat. L'ADF exigia el dret al treball i la creació d'escoles industrials i comercials per a noies, així com igualtat de salari per la mateixa feina.
§1 de l'ADF:
«L'Associació General de Dones Alemanyes té la tasca de treballar amb forces unides per a l'augment de l'educació del sexe femení i l'alliberament del treball femení de tots els obstacles que s'interposen en el seu desenvolupament».
Altres assumptes van ser la protecció de les treballadores i les mares i la reivindicació del sufragi femení i la igualtat jurídica. Per a això, l'ADF va dirigir una petició al Reichstag per la revisió del codi civil. No obstant això, aquests esforços van ser infructuosos. A més de tot això, l'ADF va fer una important labor d'organització del moviment femení alemany.

## Estructura i membres de l'associació
Quan es va fundar l'associació, Louise Otto-Peters en va assumir la presidència. La seva adjunta era Auguste Schmidt, que va assumir la direcció després de la mort d'Otto-Peters, el 1895. El 1902, Helene Lange es va fer càrrec de la presidència de l'ADF.
Les dones majors d'edat podien afiliar-s'hi. Les menors podien ser admeses com a oïdores sense dret a vot. Els homes no podien ser membres de ple dret, només tenien dret a vot consultiu, la qual cosa va valer a l'associació l'acusació de ser hostil als homes. El filòsof Hermann von Leonhardi en va ser nomenat membre honorari.

L'Associació Alemanya de Ciutadanes és membre de l'organització IDA, que aplega els arxius, biblioteques i centres de documentació de dones/lesbianes de parla alemanya.

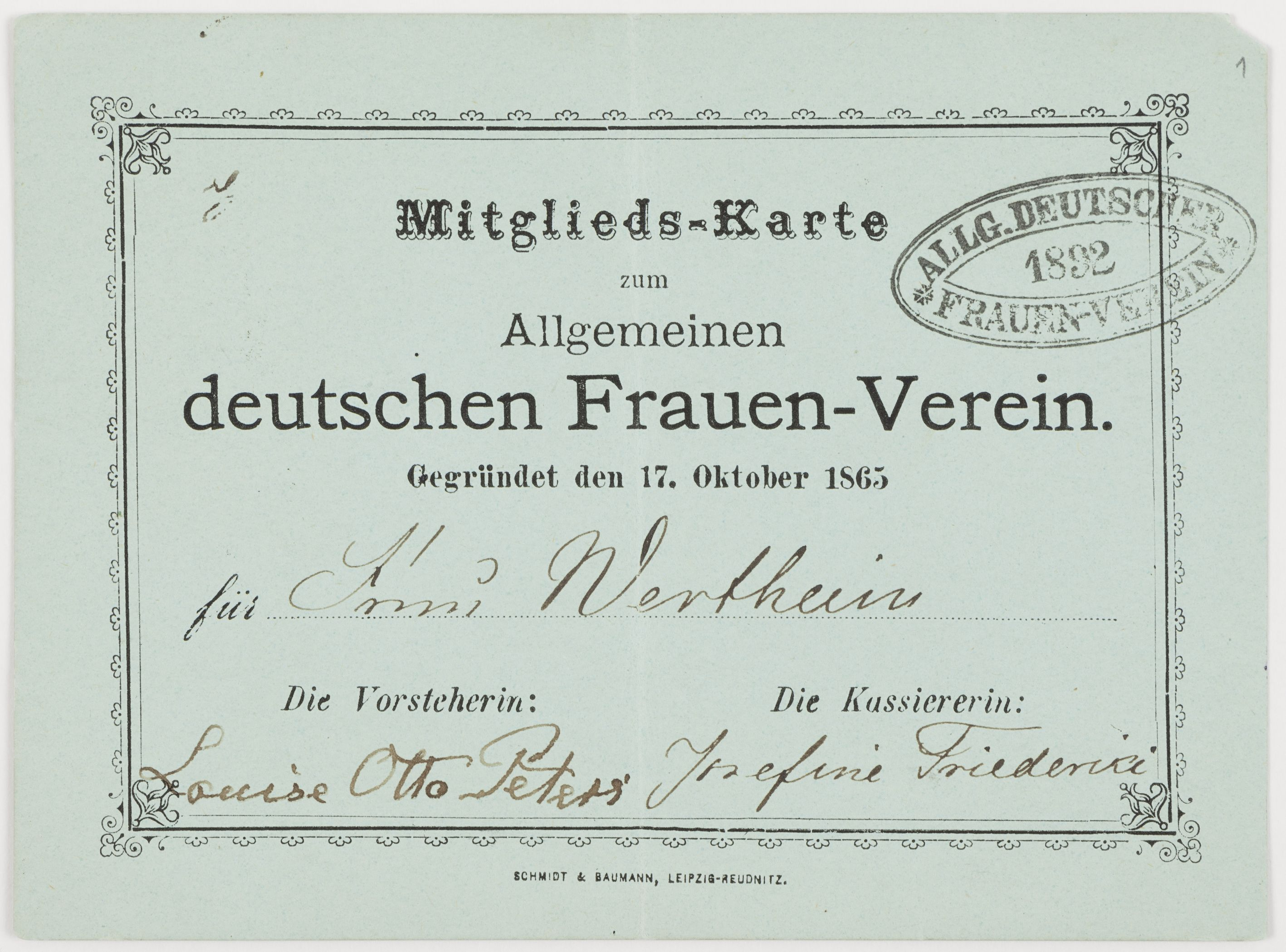
Targeta de sòcia de 1892, signada per la directora, Louise Otto-Peters, i la tresorera, Josefine Friederici

A partir de 1849, Louise Otto-Peters havia publicat la revista feminista Frauen-Zeitung fins que les normes de premsa li ho van impedir, a la fi de 1850. La revista Neue Bahnen, fundada el 1865/1866, va ser la portaveu de l'associació Allgemeiner Deutscher Frauenverein i la publicació més important del moviment femení alemany. A més, en la dècada de 1890 es va desenvolupar un ampli espectre de revistes feministes, adscrites a les diferents ales del moviment femení: proletàries, socialdemòcrates, radicals, burgeses, protestants, catòliques, jueves. La revista Neue Bahnen, editada per Louise Otto-Peters i Auguste Schmidt, apareixia quinzenalment. Informava sobre associacions de dones, peticions, qüestions educatives i noves professions. La Neue Bahnen es diferenciava clarament de les revistes familiars i d'altres periòdics femenins no feministes.
El 1899, Auguste Schmidt va fer una ressenya del fullet Der Student und das Weib [L'estudiant i la dona], basat en una conferència de Clara Zetkin. Auguste Schmidt hi advocava pel matrimoni sense església ni registre civil i hi defensava el divorci. Reclamava el dret de les dones a l'autodeterminació, en particular el dret «a tenir la llibertat de triar en l'amor».